# Ocinara tamsi
Ocinara tamsi is een vlinder uit de familie van de echte spinners (Bombycidae). De wetenschappelijke naam van de soort is voor het eerst geldig gepubliceerd in 1950 door Albert Marie Victor Lemée.